# Crise des otages à l'ambassade japonaise

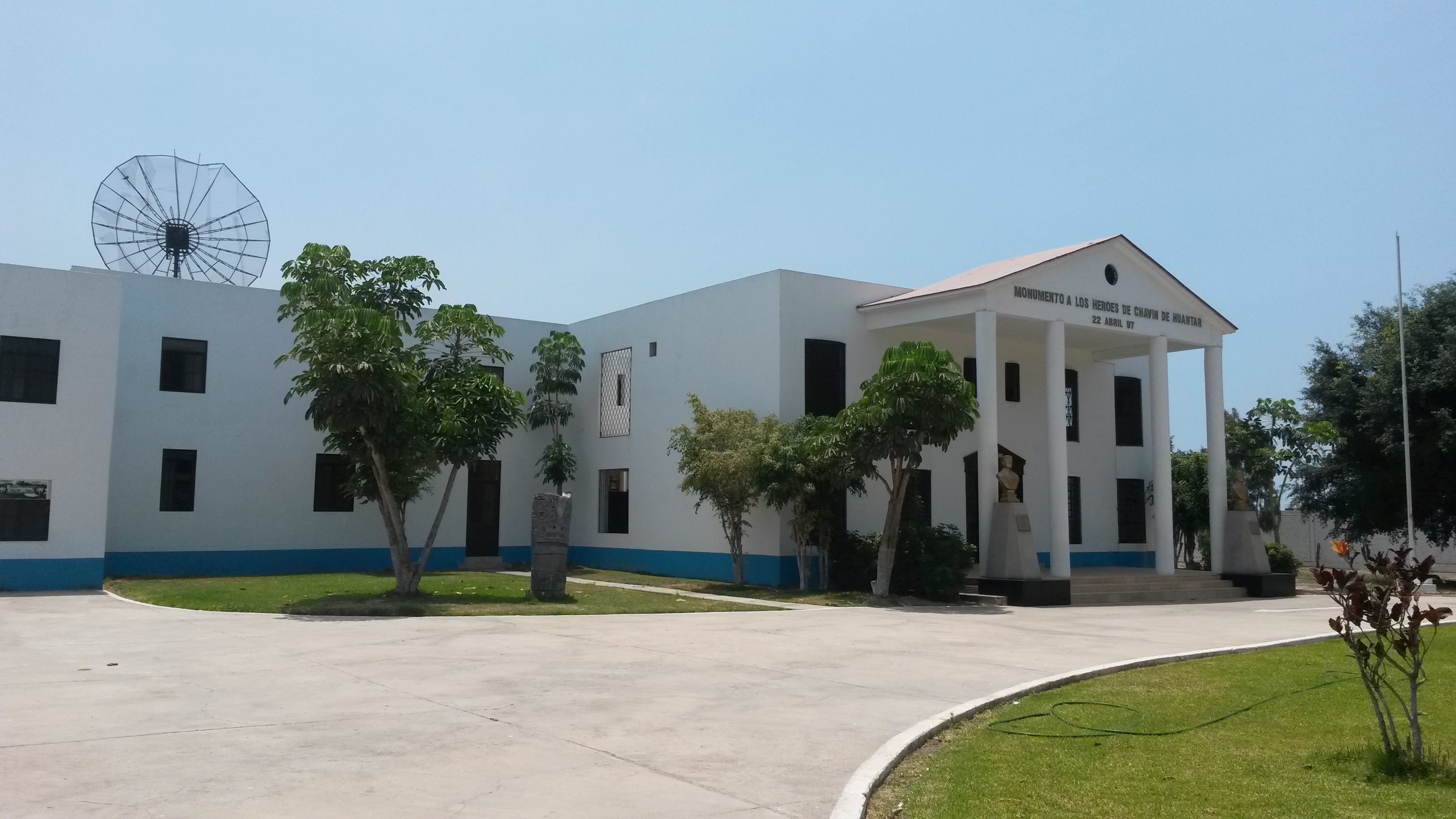
Réplique de la résidence de l'ambassadeur, construite à des fins d'entraînement pour de futures prises d'otages.

La crise des otages de l'ambassade japonaise débuta le 17 décembre 1996 à Lima lorsque 14 terroristes membres du Mouvement révolutionnaire Tupac Amaru (MRTA) prirent en otage près de 700 diplomates, hauts fonctionnaires, officiers militaires et hommes d'affaires qui participaient à une soirée à la résidence de l'ambassadeur du Japon au Pérou, Morihisa Aoki (ja), en célébration du 63e anniversaire de l’empereur Akihito. Bien que la prise d'otage se déroulât dans la résidence officielle de l'ambassadeur, les médias parlèrent de crise des otages à « l'ambassade du Japon » et c'est sous ce nom que cette affaire est officiellement connue.
La plupart des otages furent relâchés relativement rapidement. Après avoir été détenus comme otages pendant 126 jours, 71 invités restants furent libérés le 22 avril 1997 lors d'un raid par un commando des forces armées péruviennes, durant lequel un otage péruvien, deux membres du commando dont son chef et tous les militants du MRTA moururent. 
L'opération Chavín de Huántar fut perçue par la plupart des Péruviens comme un succès et gagna l'attention des médias du monde entier. Le président Alberto Fujimori reçut beaucoup de crédit pour avoir sauvé la vie des otages.
Des rapports ont depuis suggéré qu'un nombre important d'insurgés avaient été sommairement exécutés après leur reddition. Cela a mené à des poursuites civiles contre les officiers militaires pour leur implication dans la mort des militants. En 2001, le parquet général du Pérou a pris en compte les accusations et des audiences ont été ordonnées.